# Haikouella
Genre
Espèces de rang inférieur
- † Haikouella lanceolata
- † Haikouella jianshanensis

Haikouella est un genre éteint de chordés primitifs marins probablement du Cambrien inférieur, retrouvé dans les schistes de Maotianshan au Yunnan, en Chine.

## Description
Sa forme est similaire à celle d'Yunnanozoon, qui est probablement un hémichordé, plus simple. Mais l'estomac d'Haikouella est plus large que celui d'Yunnanozoon, et ses dents pharyngiennes plus petites (0,1 mm). Bien qu'Haikouella n'ait ni os ni mâchoire mobile, il présente déjà des caractères communs avec ceux des futurs vertébrés. 

## Histoire
Des organismes pisciformes tels Haikouichthys ou Myllokunmingia ont été retrouvés dans les mêmes couches  géologiques. Des fossiles que l'on pense être des hémichordés (pré-vertébrés plus simples) sont également présents dans ces dépôts, de même que dans les schistes de Burgess de Colombie-Britannique. En dehors d'écailles ou de plaques du Cambrien supérieur retrouvés au Wyoming, ces organismes pisciformes chinois sont les seuls chordés pré-ordoviciens connus.
Haikouella est connu par 305 spécimens provenant principalement des schistes de Maotianshan. L'animal mesure de 20 à 40 mm de long (max 50 mm) et a une tête, des branchies, une notochorde, un cerveau, des muscles bien développés, un cœur et un système circulatoire. À l'arrière, la chorde neurale présente une projection caudale repliée, qui pourrait être une nageoire caudale simple. Il pourrait aussi avoir une paire d'yeux latéraux. De très petites structures de l'ordre du dixième de millimètre sont présentes dans la cavité du corps ; ce sont probablement des dents pharyngiennes. Quelques spécimens présentent des nageoires dorsales et ventrales,.

## Espèces
Deux espèces sont recensées :
- Haikouella lanceolata
- Haikouella jianshanensis, découverte en 2003

## Commentaires
Les fossiles de pré-vertébrés découverts en Chine ont été rapportés et décrits en 2013 : simultanément, le céphalochordé Pikaia gracilens était réanalysé par le Paléontologue britannique Simon Conway Morris comme le premier poisson et l'ancêtre de tous les vertébrés,. La découverte à Peniche (Portugal) du fossile d'un animal marin bilatérien montrant des caractères ultérieurement présents chez les mollusques et chez les vertébrés démontrerait, selon Morris - dont les opinions créationnistes sont connues - l'existence d'un « dessein intelligent » prouvant que l'évolution est l'œuvre de Dieu.